# Horná Breznica
Horná Breznica es un municipio del distrito de Púchov en la región de Trenčín, Eslovaquia, con una población estimada a final del año 2024 de 497 habitantes.
Se encuentra ubicado al noreste de la región, cerca del río Váh (cuenca hidrográfica del Danubio) y de la frontera con la República Checa y la región de Žilina.

## Demografía
| Año        | 1994 | 2004    | 2014    | 2024    |
| ---------- | ---- | ------- | ------- | ------- |
| Población  | 461  | 451     | 475     | 497     |
| Diferencia |      | −2,16 % | +5,32 % | +4,63 % |

| Año        | 2023 | 2024    |
| ---------- | ---- | ------- |
| Población  | 498  | 497     |
| Diferencia |      | −0,20 % |